# آتناز
آتناز (انگلیسی: Athenas؛ زادهٔ ۱۰ ژانویهٔ ۱۹۹۲) موسیقی‌دان آرژانتینی است. وی از سال ۲۰۱۲ میلادی تاکنون مشغول فعالیت بوده است.